# Rio Yuna
Rio Yuna (španjolski: Río Yuna) je rijeka u Dominikanskoj Republici, duga 138 km.
Veći gradovi:
- Bonao  Dominikanska Republika
- Cotuí  Dominikanska Republika